# Enrico Piaggio - Un sogno italiano
Enrico Piaggio - Un sogno italiano è un film per la televisione italiano del 2019 diretto da Umberto Marino.
Il film illustra la vita dell'imprenditore Enrico Piaggio, produttore del celeberrimo scooter Vespa progettato dall'ingegnere Corradino D'Ascanio, nel periodo di crisi economica del secondo dopoguerra in cui l'Italia cercò di rilanciarsi economicamente e civilmente, realizzando quello che viene considerato un "miracolo italiano".

## Trama
Pontedera, 1952. L'industriale Enrico Piaggio riceve una lettera dal banchiere Rocchi-Battaglia con la richiesta di restituirgli quanto prima tutto il denaro prestatogli, considerata anche la recente concorrenza alla Vespa da parte della Lambretta. Nella fabbrica la tensione tra gli operai è palpabile, ma a Enrico viene un'idea ascoltando alcune impiegate leggere un articolo sulle riprese del film Vacanze romane: chiede a Susanna "Suso" Vannucci e a Tadini, dell'ufficio rèclame, di andare a Cinecittà per convincere il regista William Wyler a inserire lo scooter nel film. Fuori dagli studi Suso incontra il giornalista italoamericano Peter Panetta, giunto lì per intervistare proprio Wyler, così gli chiede di accompagnarlo. Da qui inizia a raccontare la storia di Piaggio.
Pontedera, 1944. Enrico si oppone alla deportazione dei suoi dipendenti, venendo colpito con un proiettile da un ufficiale fascista, fortunatamente senza gravi conseguenze. Nell'estate del 1945, al termine della guerra, l'azienda è ridotta in macerie ma gli operai si adoperano subito per ricostruirla; Enrico incontra Suso, divenuta orfana in seguito a un bombardamento, e le propone di assumerla a condizione che concluda l'Accademia di belle arti, come era desiderio dei suoi genitori. Passando per la Prefettura di Pisa, Enrico s'imbatte in Paola Antonelli (da poco vedova del colonnello Alberto Bechi Luserna, morto in guerra) e nella figlia Antonella, dopodiché discute con l'alto commissario, rifiutando la sua offerta di un finanziamento per lo studio di un progetto ma non per la ricostruzione della fabbrica. Uscendo dalla Prefettura ritrova Paola e Antonella, alle quali manifesta condoglianze e offre un passaggio a casa. Enrico decide di fare l'inventario per scoprire cosa sia rimasto in fabbrica, quindi riunisce ingegneri e capi-reparto dello stabilimento annunciando di voler realizzare un mezzo semplice, economico e alla portata di tutti, che possa essere guidato anche dalle donne.
Pontedera, 1946. Ad un circolo di tennis, Enrico chiede un prestito al banchiere Cosimo Rocchi-Battaglia e accetta di restituirlo in rate trimestrali; nel mentre incontra Livia Rivelli, sua vecchia conoscenza, insieme alla quale passa la notte. Rocchi-Battaglia rivela all'alto commissario il suo piano: far indebitare la fabbrica Piaggio per appropriarsi del marchio. Intanto in fabbrica viene provato il primo modello che però presenta alcune problematiche e si rivela inadatto alle donne: Enrico decide perciò di rivolgersi all'ingegnere Corradino D'Ascanio, docente alla Normale di Pisa. Rocchi-Battaglia inizia a chiedere indietro i soldi e, dato che Enrico non può ancora restituirglieli, gli propone di cedergli la fabbrica, ma l'uomo rifiuta e decide di vendere la sua auto. Enrico trova a casa sua Antonella,  venuta all'oscuro dalla madre per prendere un gattino promessole tempo addietro, così glielo regala e la riporta indietro. D'Ascanio ha ultimato il progetto ed Enrico decide di portare Paola in giro col prototipo appena prodotto, al quale attribuiscono il nome di Vespa; Enrico bacia Paola, ma la donna non la prende bene. Livia incontra nuovamente Enrico, ma quando l'uomo la rifiuta poiché innamorato di Paola, se ne va ferita nell'orgoglio.
Cinecittà, 1952. Peter si mostra entusiasta di questo racconto, accettando di scrivere un articolo sulla Vespa e di parlarne con Wyler, ma quando Suso scopre che Peter ha lavorato come pilota bombardiere decide di non accompagnarlo più, ripensando a come ha perso i suoi genitori, così il ragazzo decide di parlare personalmente con Enrico.
Pontedera, 1946. Le Vespe si vendono con molta difficoltà e la fabbrica rischia di fallire. Livia, ancora rancorosa nei confronti di Enrico, decide di allearsi con Rocchi-Battaglia, giustificandosi col fatto che suo padre comprò le obbligazioni dell'azienda prima della guerra, diventando squattrinato. La fabbrica viene occupata dagli operai, e Livia fa staccare luce e telefono; Rocchi-Battaglia propone a Enrico di vendergli la fabbrica, ricevendo un netto rifiuto. Enrico si sfoga con Paola e, spronato dalla donna, decide di far acquistare le Vespe a rate, fiducioso nell'onestà delle persone: l'idea si rivela vincente. Livia va a trovare Paola, che lavora come crocerossina, alla quale sottintende che Enrico potrebbe essere un donnaiolo; Paola racconta a Enrico la discussione avuta con Livia, ma l'uomo la rassicura sul fatto che non la tradirà. Poco tempo dopo, Enrico e Paola si sposano. L'uomo chiede a Suso si proseguire il suo racconto.
Pontedera, 1947. La Lambretta inizia a fare concorrenza alla Vespa: servono idee nuove, così viene prodotto un nuovo modello che però non supera la concorrenza.
Pontedera, 1952. Peter racconta ad Enrico di non saper come fare con Suso, della quale si è invaghito, e l'uomo gli consiglia di portarla a fare un giro con la Vespa. Peter rivela a Suso che, una settimana prima di essere assegnato di base in Sicilia, suo fratello perse un braccio a causa del bombardiere Piaggio P.108, ma di non provare odio: Suso accetta un invito a cena, ed Enrico osserva i due fare un giro con la Vespa all'esterno della fabbrica. Rocchi-Battaglia chiede a Peter di ritardare la pubblicazione dell'articolo, che potrebbe portare slancio all'azienda, in cambio di soldi per le cure di suo fratello, e il giovane finge di accettare: infatti il giorno dopo rivela tutto a Enrico e Suso, rendendo chiaro che all'interno della fabbrica c'è una talpa. Capendo che deve trattarsi di uno tra Ralli, Tadini o Terlizzi (in quanto hanno accesso ai dati personali), redige tre diversi appunti: la talpa sembra essere Ralli, che viene licenziato. Livia ha in mente di lasciare un orecchino nella macchina di Enrico per far credere a Paola che il marito la tradisca: la donna accusa Enrico di tradirla con Suso, dato che erano presenti anche dei capelli rossi, e torna nella vecchia casa con Antonella. Parlando con D'Ascanio, Suso rivela di aver tolto gli orecchini appoggiandoli sulla scrivania e di non averli più ritrovati; la ragazza giura a Paola che tra lei ed Enrico non è successo niente, e la donna capisce che dice la verità. Intanto D'Ascanio scopre che la vera spia è la segretaria Terlizzi. Enrico affronta Rocchi-Battaglia dopo aver scoperto il suo piano, e riassume Ralli. Wyler ha letto l'articolo di Peter pubblicato su Life, ma non ha ancora deciso quale veicolo scegliere per il film: Enrico riesce a contattare il manager del regista e a mostrargli Peter e Suso a bordo della Vespa.
Gli operai dell'azienda, insieme a Suso e Peter (in procinto di sposarsi) ed Enrico con la famiglia al completo, assistono alla proiezione di Vacanze romane, dove finalmente compare la Vespa.
(Finale)

## Differenze con la realtà
Le vicende narrate sono liberamente ispirate alla vita di Enrico Piaggio, essendo state adattate per esigenze narrative. Ad esempio, il personaggio del banchiere Cosimo Rocchi-Battaglia non è esistito ma riassume varie persone che hanno tentato di ostacolare Piaggio, mentre quello della giovane segretaria Susanna "Suso" Vannucci rappresenta un omaggio alla sceneggiatrice Suso Cecchi D'Amico.

## Ascolti
Il film è stato trasmesso in prima visione e in prima serata su Rai 1 martedì 12 novembre 2019, registrando una media di 5 582 000 telespettatori pari al 23,2% di share.